# Апрати (Терамо)
Апрати (итал. Aprati) је насеље у Италији у округу Терамо, региону Абруцо.
Према процени из 2011. у насељу је живело 16 становника. Насеље се налази на надморској висини од 736 м.